# Stefan Peno
Stefan Peno (serbi ciríl·lic: Стефан Пено, nascut el 3 d'agost de 1997) és un jugador professional de bàsquet de Sèrbia d'origen serbi-guyanesa. Té una alçada de 1,98 m,i juga principalment en la posició de base.